# Dave Salmoni
Dave Salmoni (Sarnia, 4 de setembro de 1975) é um zoólogo e adestrador de animais canadense. É produtor e apresentador de televisão nos canais Discovery Channel e Animal Planet. 
Dave é dono de sua própria produtora chamada, Triosphere baseada na África. Começou como aprendiz de treinador, em 1999, no Bowmanville Zoological Park, onde sofreu ataque pelo leão Bongo. Em 2000, ajudou a reintroduzir tigres-de-bengala nascidos em cativeiro em seu habitat natural, primeiro trabalho documentado pelo Discovery. Desde então, passa ao menos três meses por ano na África. Já produziu e apresentou programas como "Na Cova dos Leões" e a série "Selva de Feras", além de documentários sobre tubarões ("Encantador de Tubarões" e "Devoradores de Homens")

## Críticas
Salmoni foi criticado por biólogos respeitados, por sua atuação teatral para entretenimento na TV, afetando de maneira não apropriada o comportamento de leões selvagens. Sua atuação atraiu atenção da comunidade científica e de organizações como Panthera Corporation e Wildlife Conservation Society.

## Ligações Externas
- Perfil no IMDB